# Jean Jacques Scherrer

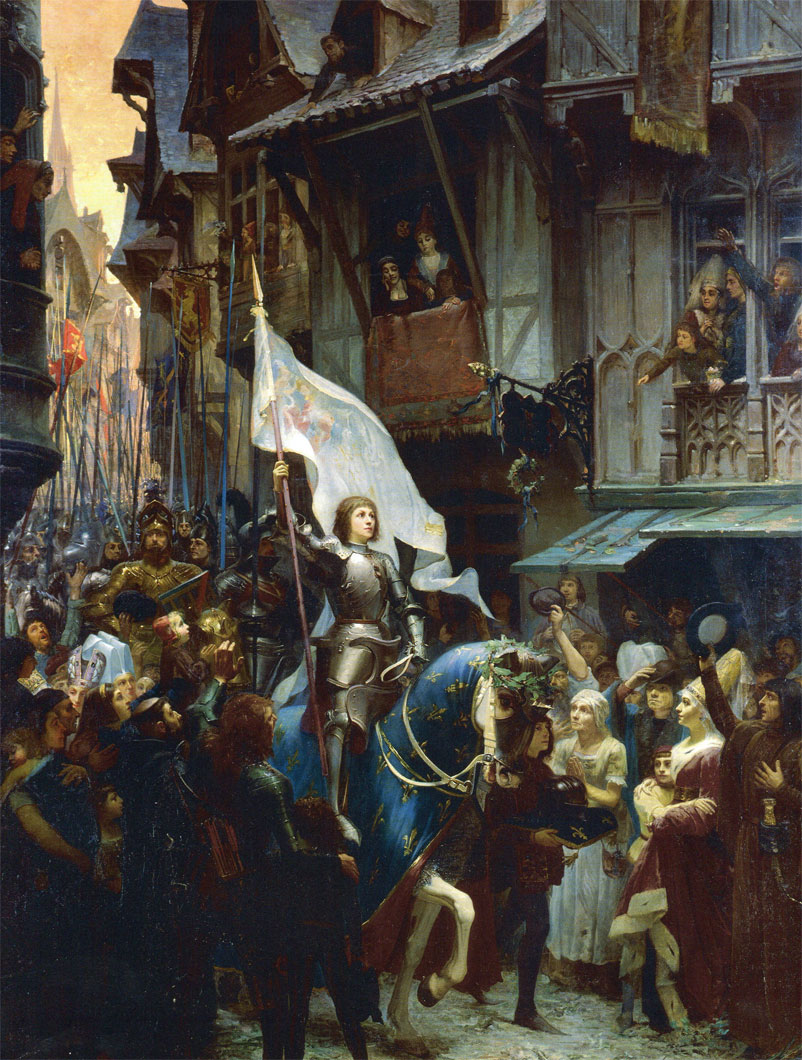
Jean-Jacques Scherrer: Entree de Jeanne d'Arc à Orléans (1887)

Jean Jacques Scherrer (francès: Jean-Jacques Scherrer)  (Lutterbach, 29 de setembre de 1855 - París, 16 de maig de 1916) va ser un pintor acadèmic francès. Ara en gran part oblidada, les seves pintures històriques li van valer una atenció considerable en la seva època.

## Primers anys de vida
Nascut a Lutterbach a Alsàcia, Scherrer va ser criat pel seu oncle després de la mort del seu pare quan només tenia 6 anys. Després de deixar l'escola, va treballar a la fàbrica Haefley de Pfastatt on un dels directors va notar el seu talent per dibuixar. El 1871, després del Tractat de Frankfurt, va triar la nacionalitat francesa i es va traslladar a París on va ser ensenyat per Pierre-Jules Cavelier a l'estudi de Félix-Joseph Barrias. Barrias el va animar a continuar els seus estudis a l'École des Beaux-Arts on va passar sota la direcció d’Alexandre Cabanel, l'estil acadèmic del qual va seguir de prop.

## Carrera
Tot i que Scherrer va començar a exposar el 1877, va ser la seva Résurrection du fils de la veuve de Naïm al Salon de l'Académie de Peinture la que va establir la seva reputació. El 1881, el seu quadre L'assassinat du maréchal Brune va ser rebut amb un èxit especial, fet que li va valer una beca que li va permetre passar dos anys a Itàlia. Al seu retorn a París el 1883, va pintar Beaurepaire, la capitulation de Verdun, le 2 septembre 1792. Va rebre premis per L'Entrée de Jeanne d'Arc à Orléans, victorieuse des Anglais (1887) i Isabeau de Bavière (1889), exposada el mateix any a l'Exposition Universelle, i Charlotte Corday à Caen (1892). A finals de segle, després de decorar el pavelló de la SEITA per a l'Exposició Universal (1900), fou nomenat cavaller de la Legió d'Honor.
A més de les seves obres acadèmiques que van ser pintades amb una precisió gairebé fotogràfica, Scherrer també va pintar nus i va copiar les obres de Raphaël a Itàlia i les d'altres mestres exposades al Louvre. També va pintar paisatges del nord de França, els Països Baixos i Itàlia, i pintures de gènere com Joueurs de dames. Altres obres importants són Rachel déclamant la tragédie de Phèdre, devant Alfred de Musset i L'Heure du lait en Haute Alsace. També va pintar animals (Chevaux à l'abri) i retrats (Gaston Roullet).
Durant un període de 32 anys, Scherrer va exposar les seves obres a París, Barcelona, Chicago i Tunis. Avui es poden veure a França, Canadà i Estats Units. Després de la seva mort a París el maig de 1916, hi va haver una exposició de la seva obra el 1920. L'any 2006 es va fer una gran exposició de la seva obra al seu Lutterbach natal.

## Rebuda
Tot i que Scherrer no és molt conegut avui dia, eclipsat com està pels impressionistes contemporanis, va ser ben rebut a principis del segle xx. Un comentarista del Journal d'Alsace va escriure: «El de Scherrer es caracteritza per una atenció constant a la forma i la composició. Colorista poderós, amb el do d'una imaginació fructífera, el nostre famós paisà és un dels artistes més estimats dels nostres temps».

## Família
El 1880, Scherrer es va casar amb Mathilde Haquette, decoradora de porcellana de la fàbrica de Sèvres. Van tenir dos fills: Jean, que va morir al mar quan ell tenia 18 anys, i Lucie-Marthe (1884–1979), que era molt propera al seu pare.